# Jane Morris
Pour les articles homonymes, voir Burden.
Jane Morris (née Burden le 19 octobre 1839 et morte le 26 janvier 1914) est une couturière du mouvement Arts and Craft et un modèle anglais qui incarna, tout comme Elizabeth Siddal, l'idéal de beauté de la fraternité préraphaélite. Elle est le modèle et la muse de William Morris, qu'elle épouse, et de Dante Gabriel Rossetti, qui aurait été son amant.

## Biographie
Ayant épousé en avril 1859 l'artiste et homme d'affaires William Morris, elle a avec lui deux filles : Jane Alice Morris, dite « Jenny », née en janvier 1861, et Mary « May » Morris, née en mars 1862.

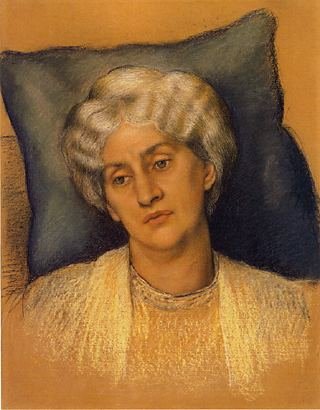
Jane Morris par Evelyn De Morgan en 1904.

## Œuvres inspirées par Jane Burden
Peintures de Jane Morris par Dante Gabriel Rossetti
- The Blue Silk Dress, 1868.
- Persephone ou Proserpine, 1874.
- Astarte Syriaca, 1875–79. City Art Gallery, Manchester.
- Beatrice, a Portrait of Jane Morris, 1879. Huile sur toile.
- The Day Dream, 1880. Huile sur toile. Victoria and Albert Museum, Londres.
- La Donna della Fiamma, 1877. Pastel. Manchester Art Gallery.
- La Donna della Finestra, 1879. Huile sur toile. Fogg Museum of Art, université Harvard, Cambridge, États-Unis.
- La Donna Della Finestra, 1881 (inachevé).
- Jane Morris, vers 1860.
- Jane Morris, 1865.
- Mariana, 1870. Aberdeen Art Gallery.
- Pandora, 1869.
- Pandora, 1871.
- La Pia de' Tolomei, 1866-1870. Huile sur toile. Spencer Museum of Art, université du Kansas.
- Portrait of Mrs William Morris.
- Portrait of Jane Morris, 1858. Crayon.
- Proserpine, 1873–1877. Huile sur toile. Tate Gallery, Londres.
- Reverie, 1868. Fusain. Ashmolean Museum, Oxford.
- The Roseleaf, 1865. Crayon.
- Study of Guinevere for "Sir Lancelot in the Queen's Chamber", 1857.

Des photographies de Jane Burden par Rossetti sont visibles sur les archives Rossetti.
Par William Morris
- Queen Guinevere (ou La Belle Iseult), 1858. Peinture à l'huile.

Par Edward Burne-Jones
- De nombreux vitraux, notamment à la Christ Church d'Oxford.

Par Evelyn De Morgan
- Portrait de Jane Morris, 1904.